# Kaplica Podwyższenia Krzyża Świętego w Jesenný
Kaplica Podwyższenia Krzyża Świętego w Jesenný – zabytkowa kaplica we wsi Jesenný.
Kaplica została wybudowana w 1734. Nad wejściem do obiektu znajduje się gzyms z herbem szlacheckim La Motte von Frintropp i napisem w języku cz. 

Kaple tato nazvaná Hora Kalvarie byla vystavěna r. 1734 od rodu Lamottovských, Maxmiliana Rudolfa který pocházel z Frymtropů (Kaplicę, zwaną Góra Kalwaria wybudował w 1734 roku Maksymilian Rudolf z rodziny Lamottovskich pochodzącej z  Frintroppu)

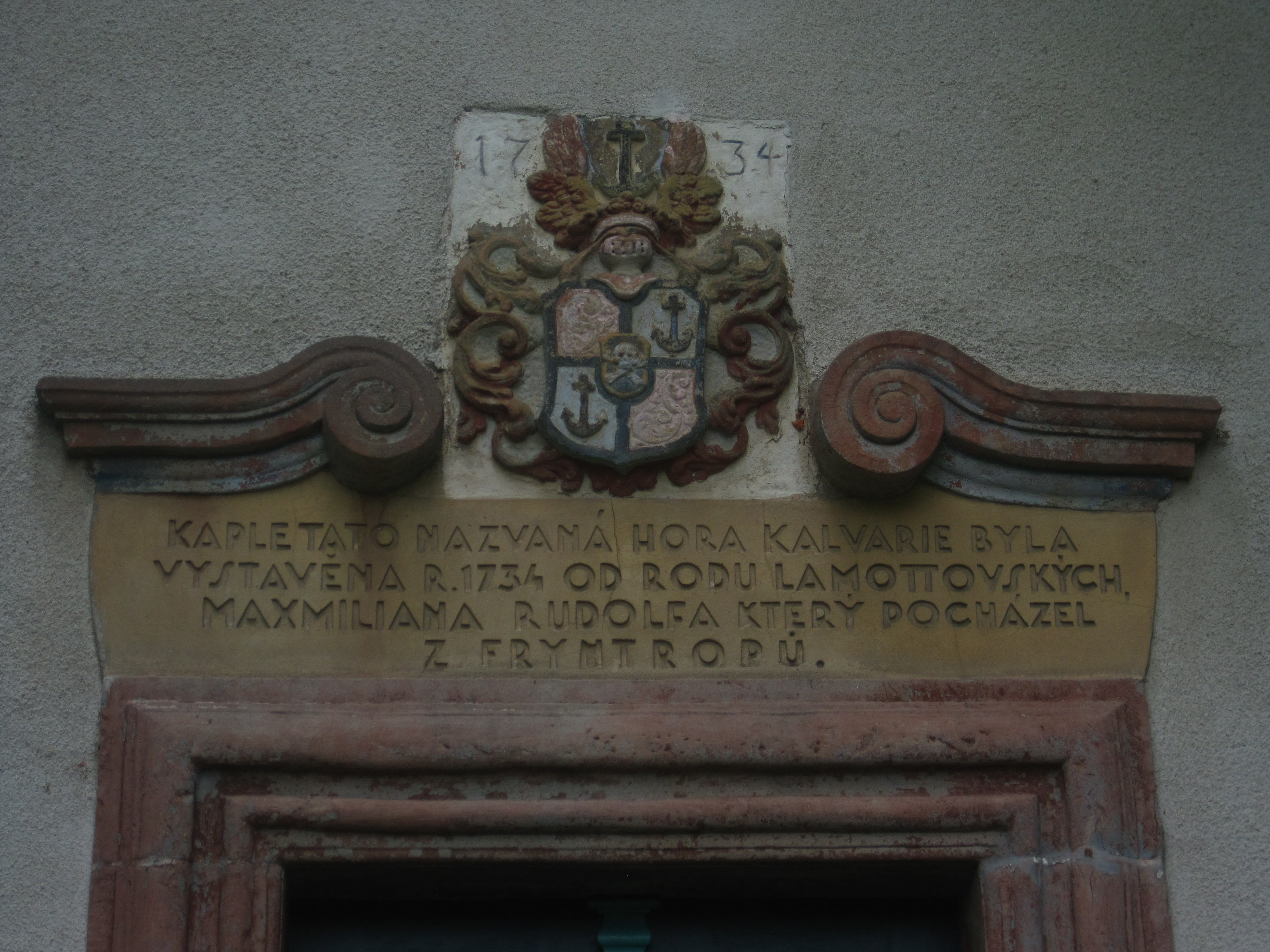
Herb i napis
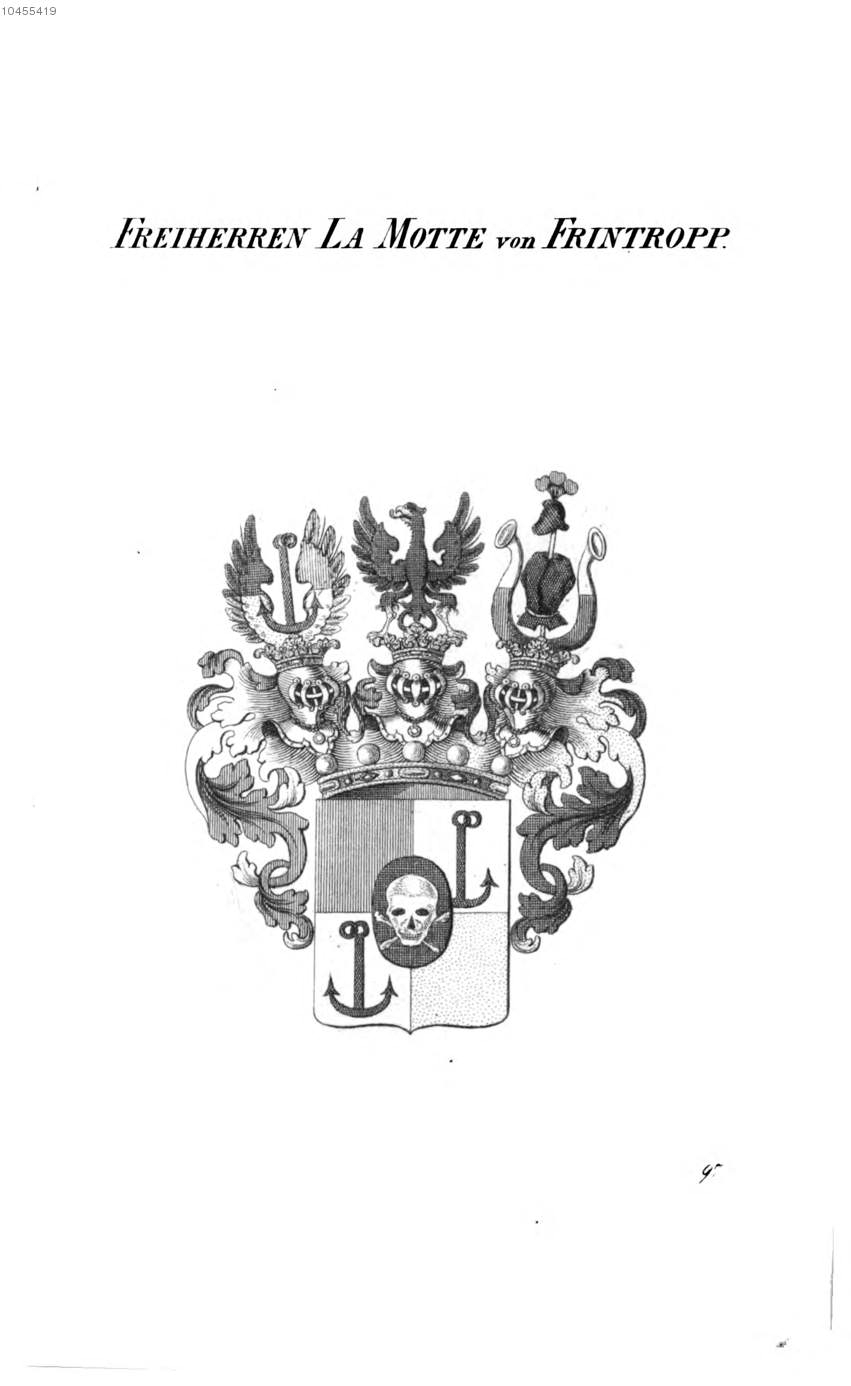
Herb La Motte von Frintropp
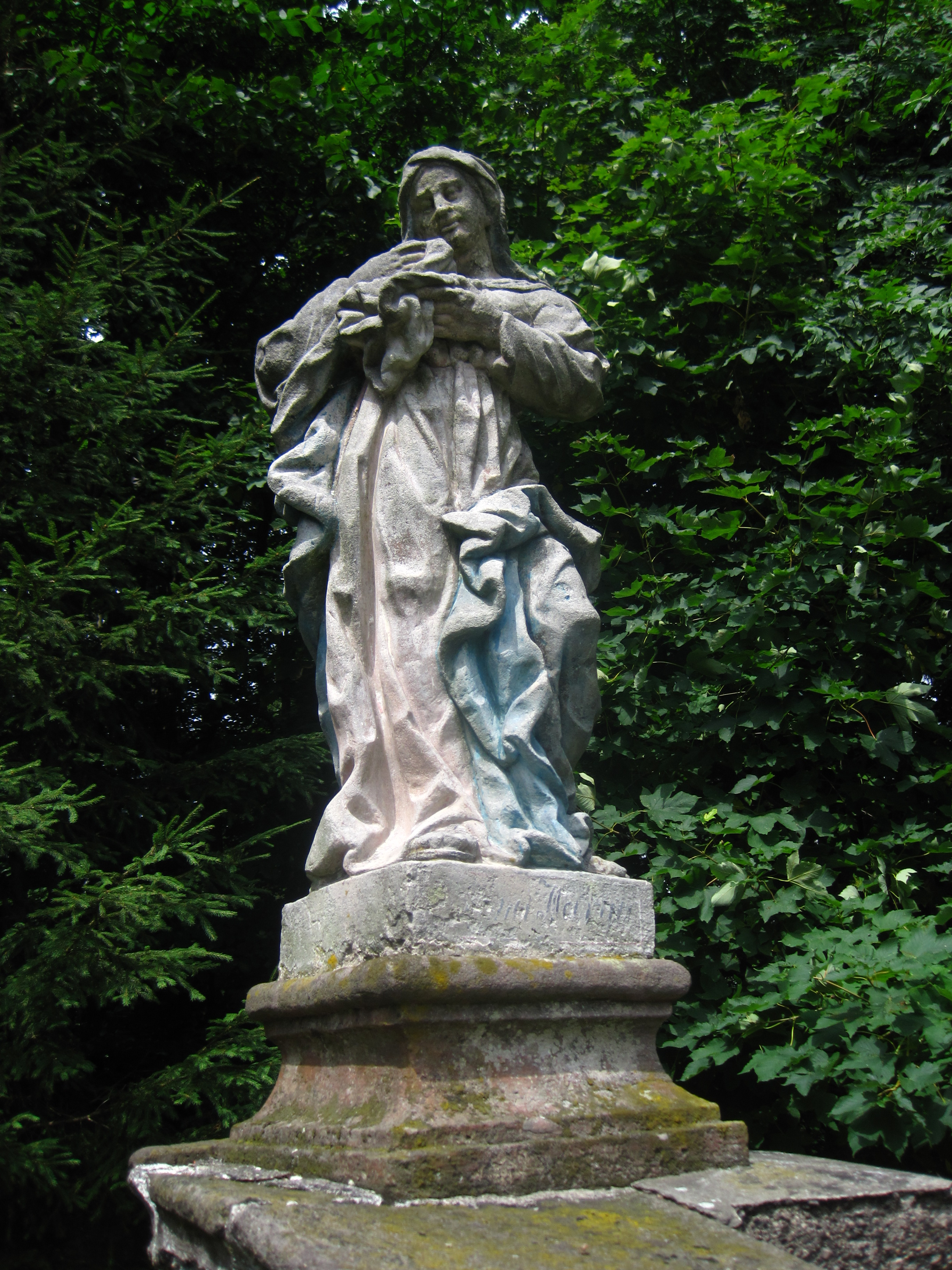
Maria
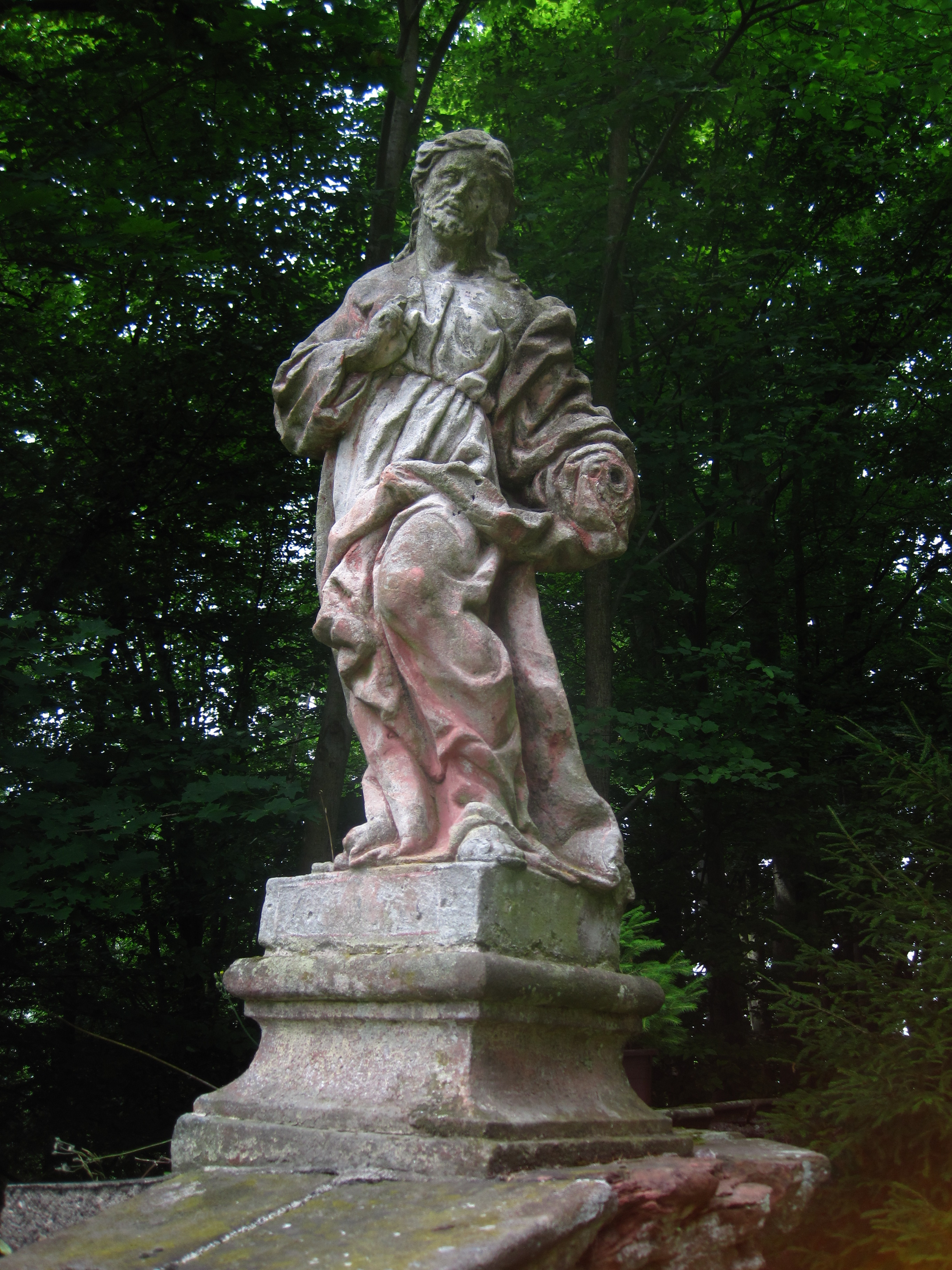
Chrystus
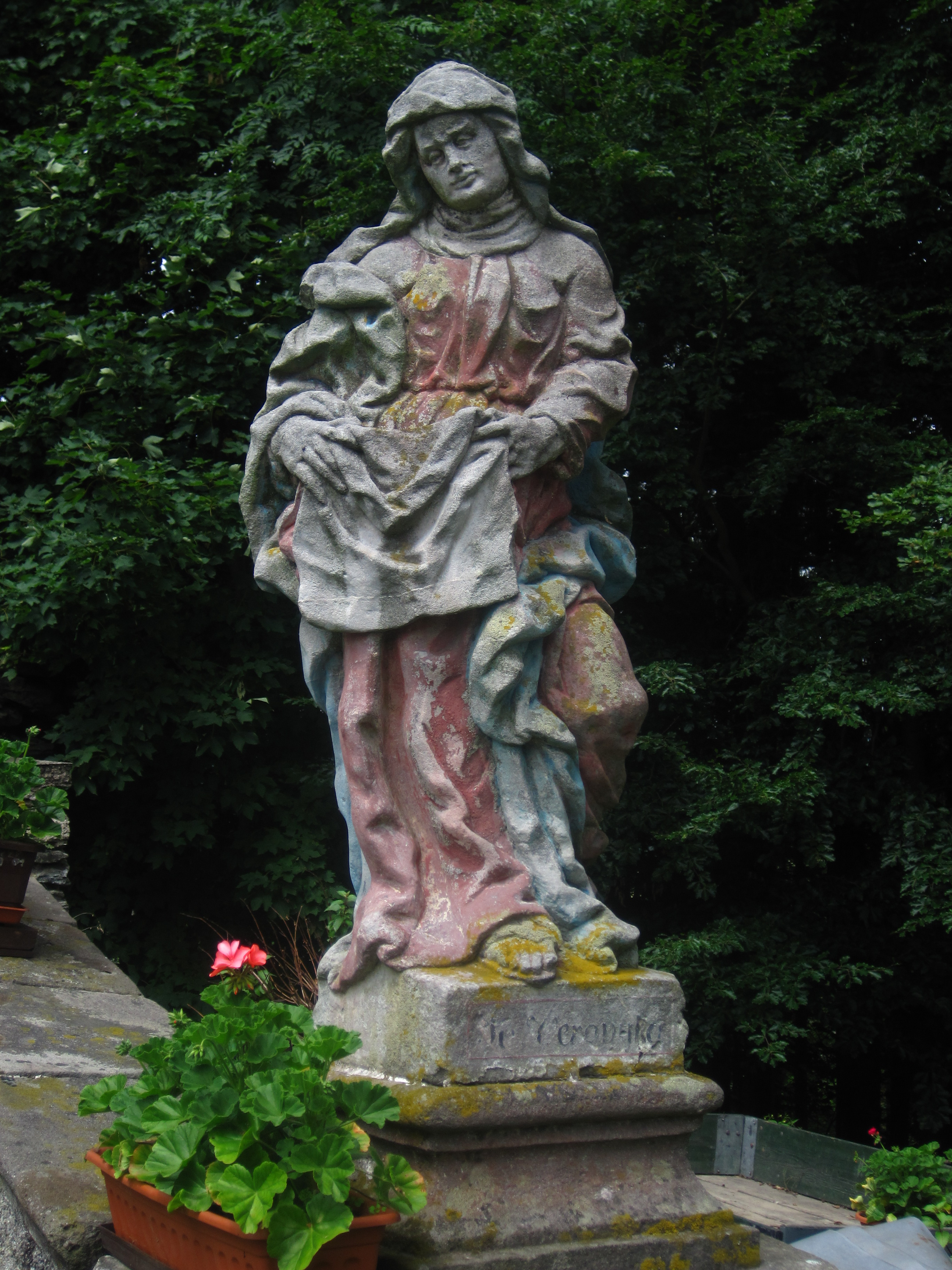
Święta Weronika
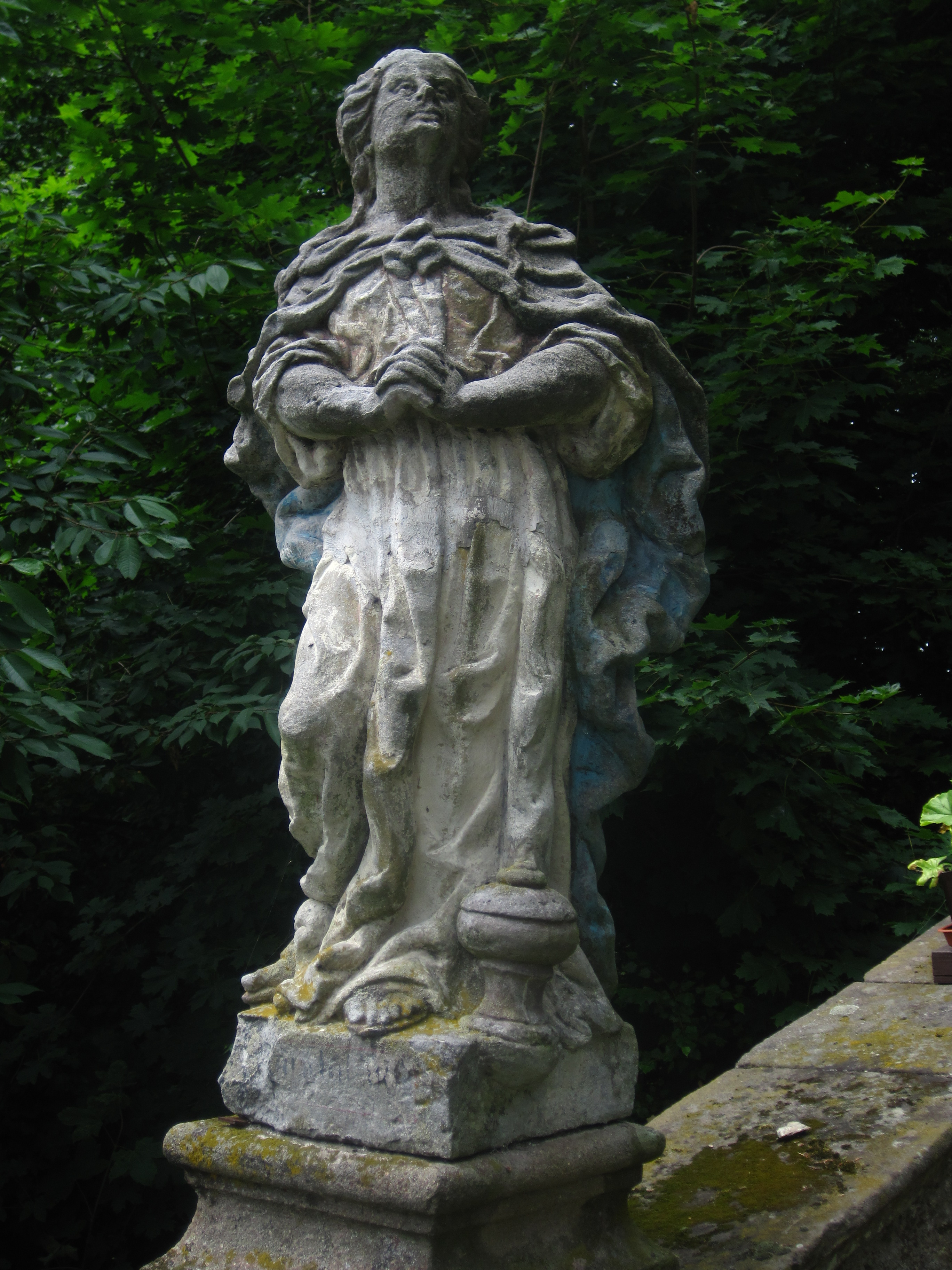
Maria Magdalena